# Die Toten schweigen (Film)
Die Toten schweigen ist ein 1912 gedrehtes, deutsches Stummfilmdrama mit Henny Porten in der Hauptrolle.

## Handlung
Gutsbesitzer Silbermann stellt einen fähigen Verwalter namens Kurt Stange ein. Der verliebt sich alsbald in die Tochter seines Chefs, Elsa. Silbermann ist dies durchaus recht, hofft er mit einer Eheschließung, diesen tüchtigen Inspektor an Gut und Familie binden zu können. Eines Tages geschieht auf dem Hof des benachbarten Bauern Holder ein schweres Brandunglück. Zwei Kinder sind im zweiten Stock des Bauernhauses bereits von den Flammen eingeschlossen und können von selbst nicht mehr dem Feuer entfliehen. Während der Gutsbesitzer seine Knechte zusammentrommelt, macht sich Kurt Stange eiligst auf dem Weg, um selbst zu helfen. Die Treppe hinauf in den zweiten Stock schafft er nicht, da zu viel Qualm herrscht. Daher lässt er sich eine Leiter bringen, um die Kinder von außen zu retten. Zuerst kann er das Kind des Bauern Holder retten, dann steigt Kurt erneut hinauf und versucht das andere Kind, die jüngere Tochter seines Gutsherrn, ebenfalls zu retten. Doch die Kräfte schwinden, und der Rauch beißt ihm in die Augen. Mit letzter Kraft entreißt Kurt auch das zweite Kind dem Flammentod. Wieder auf der Erde, bricht Kurt Stange zusammen. Der herbeigerufene Arzt konstatiert schwere Verletzungen. Elsa ist entsetzt von dieser neuen Nachricht. Ihr Vater denkt daran, den Retter seiner jüngsten Tochter mit einem fürstlichen Obolus zu entlohnen. 
In der Zwischenzeit hat der stark verschuldete Baron Echtling davon erfahren, dass Silbermann sehr wohlhabend ist. Er sucht gezielt dessen Bekanntschaft, in der Hoffnung dadurch seiner finanziellen Misere zu entkommen. Als ein Gläubiger Echtling auf den Pelz rückt und die Rückzahlung von dessen Schulden verlangt, zeigt ihm Echtling statt des verlangten Geldes einen Brief, den er Gutsbesitzer Silbermann geschrieben hat. In diesem hält er um Elsas Hand an. Silbermann ist Feuer und Flamme von dem Gedanken, einen echten Adeligen in seiner Familie zu haben. Er vergisst, dass sich Elsa und Kurt lieben, er vergisst, dass er Kurt die Hand Elsas versprochen hat, und er vergisst, dass Kurt seine jüngste Tochter vor dem sicheren Tod gerettet hat. Mit Nachdruck bringt er Elsa dazu, sich mit dem fiesen Adeligen zu verloben. Nahezu zeitgleich erhält Elsa einen Brief aus dem Krankenhaus, in dem Kurt mitteilt, dass er demnächst aus selbigem als geheilt entlassen werde. Widerwillig und in Tränen aufgelöst folgt sie dem väterlichen Willen, mit ihrem ungeliebten Verlobten in spe ein Fest aufzusuchen. Auf dem Weg dorthin sieht Elsa Kurt am Wegesrand humpeln. Er ist aus dem Krankenhaus entlassen worden und kann sich nur mühsam auf Krücken fortbewegen. Elsa bittet darum, die Kutsche anzuhalten, doch der Baron mahnt den Kutscher zu noch größerer Eile. Daraufhin reißt sich Elsa von dem Baron los und springt aus der in voller Fahrt befindlichen Kutsche. Sie rennt Kurt nach, der inzwischen auf dem Gut seines (früheren) Chefs Silbermann angekommen ist. Dieser fertigt ihn ziemlich kühl mit den Worten „Einen Krüppel kann ich weder als Verwalter noch als Schwiegersohn brauchen“ ab. Wie unter Schock verlässt Kurt diese ungastliche Stätte, als ihm Elsa entgegengerannt kommt und sich ihm in die Arme wirft. Sie erzählt ihm, wie sie zu der Verlobung mit dem ungeliebten Baron gezwungen wurde; er berichtet, wie ihr Vater ihn soeben abgefertigt habe. Ohne Ausweg irren beide planlos umher. Als sie an einen See gelangen, glauben sie einen Ausweg zu sehen. Gemeinsam sterben! Und so gehen sie beide ins Wasser und wählen den Ertrinkungstod. Niemand wird je von ihrem Entschluss erfahren, denn – die Toten schweigen.

## Produktionsnotizen
Die Toten schweigen entstand im Messter-Filmatelier in Berlins Blücherstraße 32, passierte die Filmzensur am 19. Juni 1912 und wurde am 10. August 1912 uraufgeführt. In Österreich-Ungarn lief der Streifen am 16. August 1912 an. Der Film besaß lediglich zwei Akte und war 596 Meter lang.